# Diego Sánchez (peleador)
Diego Sánchez (Albuquerque, Nuevo México; 31 de diciembre de 1981) es un artista marcial mixto estadounidense retirado. Fue competidor en la categoría de peso wélter en Ultimate Fighting Championship. Sánchez fue el primer ganador de The Ultimate Fighter 1 en la categoría de peso medio.

## Primeros años
Sánchez nació y se crio en Albuquerque, Nuevo México, donde también entrena.
Diego Sánchez luchó en Nuevo México antes de iniciar su entrenamiento de artes marciales mixtas, mientras trabajaba para UPS. Sánchez en algún momento se unió con el Jackson's Submission Fighting mientras trabajaba para UPS, gestionando el tiempo entre el trabajo y el entrenamiento.

## Carrera en artes marciales mixtas

### Ultimate Fighting Championship

#### Peso wélter
Sánchez hizo su debut post-TUF derrotando a Brian Gassaway por sumisión debido a sus golpes en UFC 54.
Sánchez derrotó a Nick Diaz por decisión unánime en The Ultimate Fighter 2 Finale.
Sánchez ganó por decisión unánime a John Alessio el 27 de mayo de 2006 en UFC 60.
Sánchez continuó su racha de invicto con una victoria por decisión unánime sobre el especialista en judo Karo Parisyan en UFC Fight Night 6 el 17 de agosto de 2006.
El 13 de diciembre de 2006, Sánchez se enfrentó a Joe Riggs en el evento principal de UFC Fight Night 7. Sánchez conectó un gancho de derecha que hizo caer a Riggs seguido de una rodilla. Sánchez posteriormente dio positivo por marihuana y fue condenado a una suspensión de tres meses.
Sánchez fue autorizado para enfrentarse a Josh Koscheck en UFC 69. En el pesaje para el evento , Sánchez empujó a Koscheck mientras hacían su careo. Sánchez terminó perdiendo por decisión unánime ante Koscheck, poniendo fin a su racha invicta, en una pelea que fue prácticamente toda de pie.
En su próximo combate, Sánchez perdió su segunda pelea consecutiva por decisión dividida ante Jon Fitch en UFC 76 el 22 de septiembre de 2007. Volvió a la senda de la victoria derrotando a David Bielkheden en UFC 82 por sumisión en la primera ronda por golpes. Siguió con su segunda victoria consecutiva al derrotar a Luigi Fioravanti por nocaut técnico a los 4:07 de la tercera ronda en The Ultimate Fighter 7 Finale. Después de retirarse de una pelea con Thiago Alves debido a una lesión, Sánchez anunció que se trasladaría a la división de peso ligero.

#### Peso ligero
Hizo su debut en peso ligero el 21 de febrero de 2009 en UFC 95 contra Joe Stevenson. Aunque Stevenson presionara la acción durante todo el combate, Sánchez conectó los mejores golpes y ganó por decisión unánime.
El 20 de junio de 2009, Sánchez logró una victoria por decisión dividida contra Clay Guida en The Ultimate Fighter 9 Finale.
En UFC 107 el 12 de diciembre de 2009, Sánchez se enfrentó y perdió ante B.J. Penn por el Campeonato de Peso Ligero de UFC.

#### Retorno al peso wélter
Sánchez regresó a la división de peso wélter y se enfrentó a John Hathaway el 29 de mayo de 2010 en UFC 114.
Sánchez se enfrentó a Paulo Thiago el 23 de octubre de 2010 en UFC 121. En esta pelea, Sánchez utilizó su lucha para controlar y castigar a Thiago en la segunda y tercera ronda, usando su golpeó a ras de lona. Sánchez ganó la pelea por decisión unánime.
Sánchez derrotó a Martin Kampmann en una controversial decisión unánime el 3 de marzo de 2011 en UFC Live: Sánchez vs. Kampmann en un combate que ganó el premio a la Pelea de la Noche.
Un combate entre Sánchez y Jake Ellenberger fue brevemente vinculado a UFC 141. Sin embargo, una lesión en la mano persistente mantuvo a Sánchez fuera de acción hasta febrero de 2012.
La pelea Ellenberger/Sánchez tuvo lugar el 15 de febrero de 2012 en UFC en Fuel TV 1. Ellenberger derrotó a Sánchez por decisión unánime en una pelea que ganó el premio a la Pelea de la Noche.

#### Retorno al peso ligero
Sánchez regresó al peso ligero y se enfrentó a Takanori Gomi el 2 de marzo de 2013 en UFC on Fuel TV 8. Sánchez no pudo hacer el límite de peso de 156 libras en el pesaje, con un peso de 158 libras. Fue multado con el 20% de sus ingresos y la pelea fue disputada en un peso de 158 libras. Sánchez derrotó a Gomi por decisión dividida. 12 de 12 medios de comunicación anotaron la pelea a favor de Gomi.

#### UFC 166
El 19 de octubre de 2013, Sánchez se enfrentó a Gilbert Meléndez en UFC 166. Sánchez perdió la pelea por decisión unánime. A pesar de la pérdida en las tarjetas de los jueces, Sánchez ganó su séptimo premio a la Pelea de la Noche. En UFC.com Joe Rogan llama a esta pelea entre Gilbert Meléndez y Diego Sánchez, la mejor que jamás haya visto. Siendo esta ganadora de pelea de la Noche y Pelea del Año, considerada por muchos especialistas y luchadores como una de las mejores peleas de la historia del UFC.
Sánchez se enfrentó a Myles Jury el 15 de marzo de 2014 en UFC 171. Sánchez perdió la pelea por decisión unánime.
Sánchez se enfrentó a Ross Pearson el 7 de junio de 2014 en UFC Fight Night 42. Sánchez ganó la pelea en una polémica decisión dividida. 14 de 14 medios de comunicación anotaron la pelea a favor de Pearson.

#### Debut en peso pluma
El 21 de noviembre de 2015, Sánchez debutó en el peso pluma y se enfrentó a Ricardo Lamas en UFC Fight Night 78. Sánchez perdió la pelea por decisión unánime.

#### Vuelta al peso ligero
El 5 de marzo de 2016, Sánchez se enfrentó a Jim Miller en UFC 196. Sánchez ganó la pelea por decisión unánime.

## Vida personal
Sánchez está casado con Bernadette Sánchez.

## Campeonatos y logros
| - Ultimate Fighting Championship - Ganador de The Ultimate Fighter 1 de Peso Medio - Pelea de la Noche (siete veces) - Actuación de la Noche (una vez) - King of the Cage - Campeón de Peso Wélter (una vez) - Wrestling Observer Newsletter - Pelea del Año (2006) vs. Karo Parisyan el 17 de agosto - Pelea del Año (2009) vs. Clay Guida el 20 de junio - Pelea del Año (2013) vs. Gilbert Meléndez el 19 de octubre - World MMA Awards - Pelea del Año (2009) vs. Clay Guida el 20 de junio - Inside MMA - Premio Bazzie por la Pelea del Año (2009) vs. Clay Guida el 20 de junio - Premio Bazzie por la Pelea del Año (2013) vs. Gilbert Meléndez el 19 de octubre | - Grapplers Quest - Campeón Grapplers Quest (siete veces) - Salón de la Fama |

## Récord en artes marciales mixtas
| Resultado | Récord | Oponente         | Método                      | Evento                                     | Fecha                    | Ronda | Tiempo | Localización              | Notas                                         |
| --------- | ------ | ---------------- | --------------------------- | ------------------------------------------ | ------------------------ | ----- | ------ | ------------------------- | --------------------------------------------- |
| Derrota   | 30–13  | Jake Matthews    | Decisión (unánime)          | UFC 253                                    | 26 de septiembre de 2020 | 3     | 5:00   | Abu Dabi                  |                                               |
| Victoria  | 30–12  | Michel Pereira   | DQ (rodillazo ilegal)       | UFC Fight Night: Anderson vs. Błachowicz 2 | 15 de febrero de 2020    | 3     | 3:09   | Río Rancho, Nuevo México  |                                               |
| Derrota   | 29–12  | Michael Chiesa   | Decisión (unánime)          | UFC 239                                    | 6 de julio de 2019       | 3     | 5:00   | Paradise, Nevada          |                                               |
| Victoria  | 29–11  | Mickey Gall      | TKO (golpes)                | UFC 235                                    | 2 de marzo de 2019       | 2     | 4:13   | Paradise, Nevada          | Actuación de la Noche.                        |
| Victoria  | 28–11  | Craig White      | Decisión (unánime)          | UFC 228                                    | 8 de septiembre de 2018  | 3     | 5:00   | Dallas, Texas             |                                               |
| Derrota   | 27–11  | Matt Brown       | KO (codazo)                 | UFC Fight Night: Poirier vs. Pettis        | 11 de noviembre de 2017  | 1     | 3:44   | Norfolk, Virginia         | Retorno a peso wélter.                        |
| Derrota   | 27–10  | Al Iaquinta      | KO (golpes)                 | UFC Fight Night: Swanson vs. Lobov         | 22 de abril de 2017      | 1     | 1:38   | Nashville, Tennessee      |                                               |
| Victoria  | 27–9   | Marcin Held      | Decisión (unánime)          | UFC Fight Night: dos Anjos vs. Ferguson    | 5 de noviembre de 2016   | 3     | 5:00   | Ciudad de México          |                                               |
| Derrota   | 26–9   | Joe Lauzon       | TKO (puños)                 | UFC 200                                    | 9 de julio de 2016       | 1     | 1:26   | Las Vegas                 |                                               |
| Victoria  | 26–8   | Jim Miller       | Decisión (unánime)          | UFC 196                                    | 5 de marzo de 2016       | 3     | 5:00   | Las Vegas, Nevada         | Retorno al peso ligero.                       |
| Derrota   | 25–8   | Ricardo Lamas    | Decisión (unánime)          | UFC Fight Night: Magny vs. Gastelum        | 21 de noviembre de 2015  | 3     | 5:00   | Monterrey                 | Debut en peso pluma.                          |
| Victoria  | 25–7   | Ross Pearson     | Decisión (dividida)         | UFC Fight Night: Henderson vs. Khabilov    | 7 de junio de 2014       | 3     | 5:00   | Albuquerque, Nuevo México |                                               |
| Derrota   | 24–7   | Myles Jury       | Decisión (unánime)          | UFC 171                                    | 15 de marzo de 2014      | 3     | 5:00   | Dallas, Texas             |                                               |
| Derrota   | 24–6   | Gilbert Meléndez | Decisión (unánime)          | UFC 166                                    | 19 de octubre de 2013    | 3     | 5:00   | Houston, Texas            | Pelea de la Noche; Pelea del Año (2013).      |
| Victoria  | 24–5   | Takanori Gomi    | Decisión (dividida)         | UFC on Fuel TV: Silva vs. Stann            | 3 de marzo de 2013       | 3     | 5:00   | Saitama                   | Retorno al peso ligero.                       |
| Derrota   | 23–5   | Jake Ellenberger | Decisión (unánime)          | UFC on Fuel TV: Sánchez vs. Ellenberger    | 15 de febrero de 2012    | 3     | 5:00   | Omaha, Nebraska           | Pelea de la Noche.                            |
| Victoria  | 23–4   | Martin Kampmann  | Decisión (unánime)          | UFC Live: Sánchez vs. Kampmann             | 3 de marzo de 2011       | 3     | 5:00   | Louisville, Kentucky      | Pelea de la Noche.                            |
| Victoria  | 22–4   | Paulo Thiago     | Decisión (unánime)          | UFC 121                                    | 23 de octubre de 2010    | 3     | 5:00   | Anaheim, California       | Pelea de la Noche.                            |
| Derrota   | 21–4   | John Hathaway    | Decisión (unánime)          | UFC 114                                    | 29 de mayo de 2010       | 3     | 5:00   | Las Vegas, Nevada         | Retorno al peso wélter.                       |
| Derrota   | 21–3   | B.J. Penn        | TKO (parada médica)         | UFC 107                                    | 12 de diciembre de 2009  | 5     | 2:37   | Memphis, Tennessee        | Por el Campeonato de Peso Ligero de UFC.      |
| Victoria  | 21–2   | Clay Guida       | Decisión (dividida)         | The Ultimate Fighter 9 Finale              | 20 de junio de 2009      | 3     | 5:00   | Las Vegas, Nevada         | Pelea de la Noche; Pelea del Año (2009).      |
| Victoria  | 20–2   | Joe Stevenson    | Decisión (unánime)          | UFC 95                                     | 21 de febrero de 2009    | 3     | 5:00   | Londres                   | Debut en peso ligero; Pelea de la Noche.      |
| Victoria  | 19–2   | Luigi Fioravanti | TKO (rodillazo y golpes)    | The Ultimate Fighter 7 Finale              | 21 de junio de 2008      | 3     | 4:07   | Las Vegas, Nevada         |                                               |
| Victoria  | 18–2   | David Bielkheden | Sumisión (golpes)           | UFC 82                                     | 1 de marzo de 2008       | 1     | 4:43   | Columbus, Ohio            |                                               |
| Derrota   | 17–2   | Jon Fitch        | Decisión (dividida)         | UFC 76                                     | 22 de septiembre de 2007 | 3     | 5:00   | Anaheim, California       |                                               |
| Derrota   | 17–1   | Josh Koscheck    | Decisión (unánime)          | UFC 69                                     | 7 de abril de 2007       | 3     | 5:00   | Houston, Texas            |                                               |
| Victoria  | 17–0   | Joe Riggs        | KO (rodillazo)              | UFC Fight Night: Sánchez vs. Riggs         | 13 de diciembre de 2006  | 1     | 1:45   | San Diego, California     | Positivo por marihuana.                       |
| Victoria  | 16–0   | Karo Parisyan    | Decisión (unánime)          | UFC Fight Night 6                          | 17 de agosto de 2006     | 3     | 5:00   | Las Vegas, Nevada         | Pelea de la Noche; Pelea del Año (2006).      |
| Victoria  | 15–0   | John Alessio     | Decisión (unánime)          | UFC 60                                     | 27 de mayo de 2006       | 3     | 5:00   | Los Ángeles, California   |                                               |
| Victoria  | 14–0   | Nick Diaz        | Decisión (unánime)          | The Ultimate Fighter 2 Finale              | 5 de noviembre de 2005   | 3     | 5:00   | Las Vegas, Nevada         |                                               |
| Victoria  | 13–0   | Brian Gassaway   | Sumisión (golpes)           | UFC 54                                     | 20 de agosto de 2005     | 2     | 1:56   | Las Vegas, Nevada         | Retorno al peso wélter.                       |
| Victoria  | 12–0   | Kenny Florian    | TKO (golpes)                | The Ultimate Fighter 1 Finale              | 9 de abril de 2005       | 1     | 2:46   | Las Vegas, Nevada         | Ganó el The Ultimate Fighter 1 de Peso Medio. |
| Victoria  | 11–0   | Jorge Santiago   | Decisión (unánime)          | King of the Cage 37                        | 12 de junio de 2004      | 3     | 5:00   | San Jacinto, California   | Ganó el Campeonato de Peso Wélter de KOTC.    |
| Victoria  | 10–0   | Ray Elbe         | Sumisión (golpes)           | King of the Cage 36                        | 15 de mayo de 2004       | 1     | 1:07   | Albuquerque, Nuevo México |                                               |
| Victoria  | 9–0    | Travis Beachler  | TKO (golpes)                | Pride of Albuquerque                       | 10 de abril de 2004      | 1     | 0:35   | Albuquerque, Nuevo México |                                               |
| Victoria  | 8–0    | Cruz Chacon      | Sumisión (rear-naked choke) | King of the Cage 35                        | 28 de febrero de 2004    | 1     | 0:41   | Acoma, Nuevo México       |                                               |
| Victoria  | 7–0    | John Cronk       | Sumisión (kimura)           | King of the Cage 26                        | 3 de agosto de 2003      | 2     | 1:30   | Las Cruces, Nuevo México  |                                               |
| Victoria  | 6–0    | Rene Kronvold    | Sumisión (armbar)           | King of the Cage 24                        | 14 de junio de 2003      | 1     | 3:39   | Albuquerque, Nuevo México |                                               |
| Victoria  | 5–0    | Mike Guymon      | Sumisión (armbar)           | King of the Cage 23                        | 16 de mayo de 2003       | 1     | 4:57   | Las Vegas, Nevada         |                                               |
| Victoria  | 4–0    | Jake Short       | TKO (golpes)                | King of the Cage 21                        | 21 de febrero de 2003    | 1     | 2:34   | Albuquerque, Nuevo México |                                               |
| Victoria  | 3–0    | Shannon Ritch    | Sumisión (rear-naked choke) | King of the Cage 20                        | 15 de diciembre de 2002  | 1     | 1:01   | Bernalillo, Nuevo México  |                                               |
| Victoria  | 2–0    | Jesús Sánchez    | KO (golpes)                 | Aztec Challenge 1                          | 6 de septiembre de 2002  | 2     | 2:33   | Ciudad Juárez             |                                               |
| Victoria  | 1–0    | Michael Johnson  | Sumisión (rear-naked choke) | Ring of Fire 5                             | 21 de junio de 2002      | 1     | 3:45   | Denver, Colorado          |                                               |